# بيت دعارة

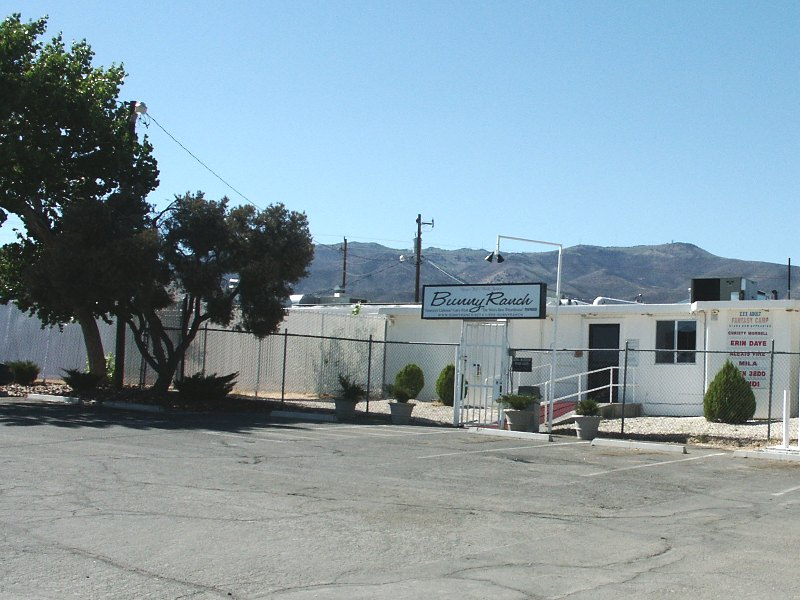
بيت دعارة في ولاية نيفادا

المَبْغَى، ويعرف بالماخور وبيت الدعارة وعند العامة بالقسط، والكَرَخَانة هو بيت مخصص لممارسة الدعارة ويوفر لعمال الجنس مكان للقاء وممارسة الجنس مع زبائنهم، ويكون ذلك غالبا مقابل مبلغ معين من المال يحصل عليه عامل الجنس عند نهاية العملية أو الممارسة الجنسية.

## التأثيل

### كرخانة
أصل كلمة كرخانة فارسي من كارخانه وتعني المعل ودخلت العربية عن طريق التركية حيث كانت تستعمل فيها بمعنَي المعمل وبيت الدعارة. وبقي الآن المعنى الثاني فقط.

### ماخور
أصل كلمة ماخور فارسي أيضًا من ماخور ومعناه شرب الخمر والمُراد به بيت الريبة والفسق.

## القانونية
في الماضي كانت بيت الدعارة منتشرة جدا في الدول الأوروبية، ولكنها أصبحت غير قانونية في معظم هذه الدول بعد الحرب العالمية الثانية

## بيوت الدعارة في الولايات المتحدة
في الولايات المتحدة ولاية نيفادا هي الولاية الوحيدة المقنن فيها بيوت الدعارة، ولكنها ليست قانونية في جميع مقاطعات الولاية

## معرض صور

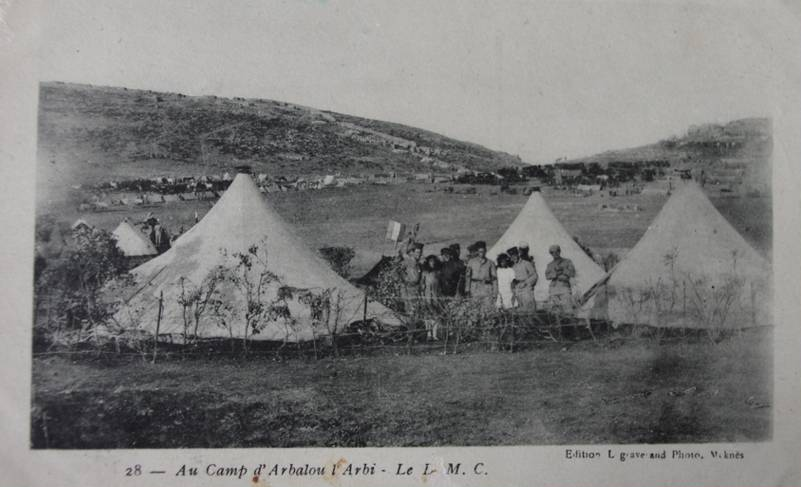
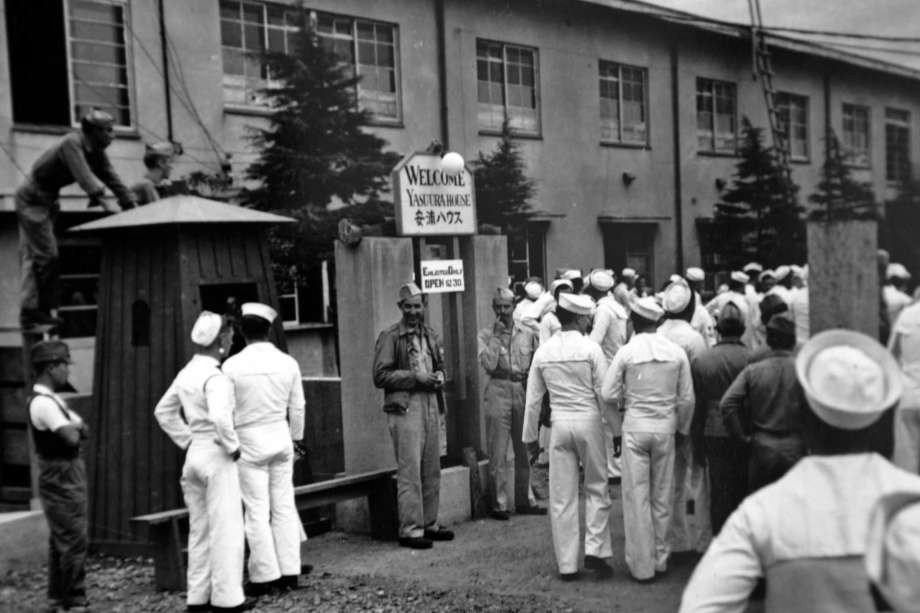
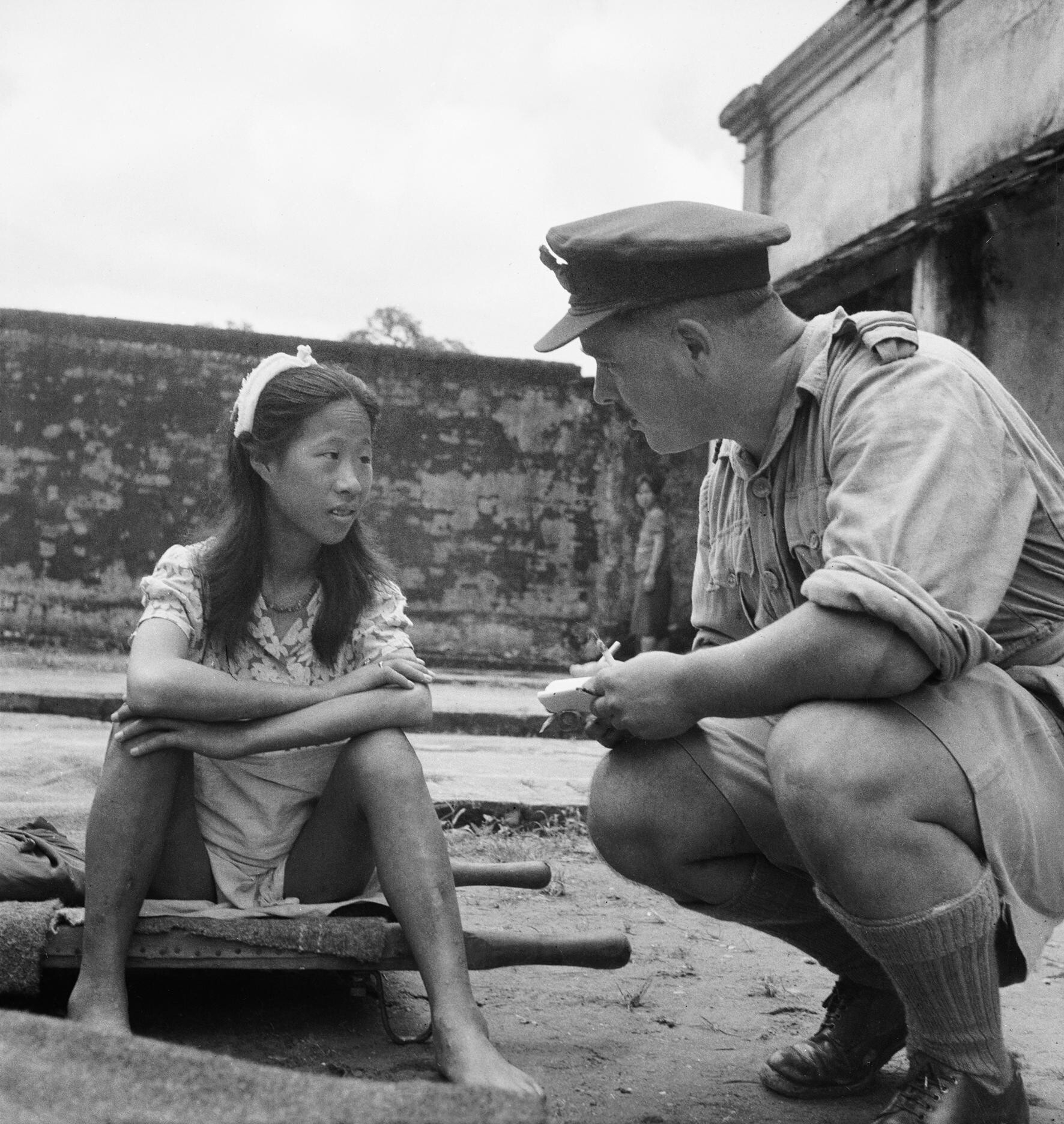
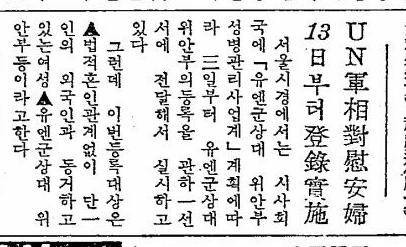
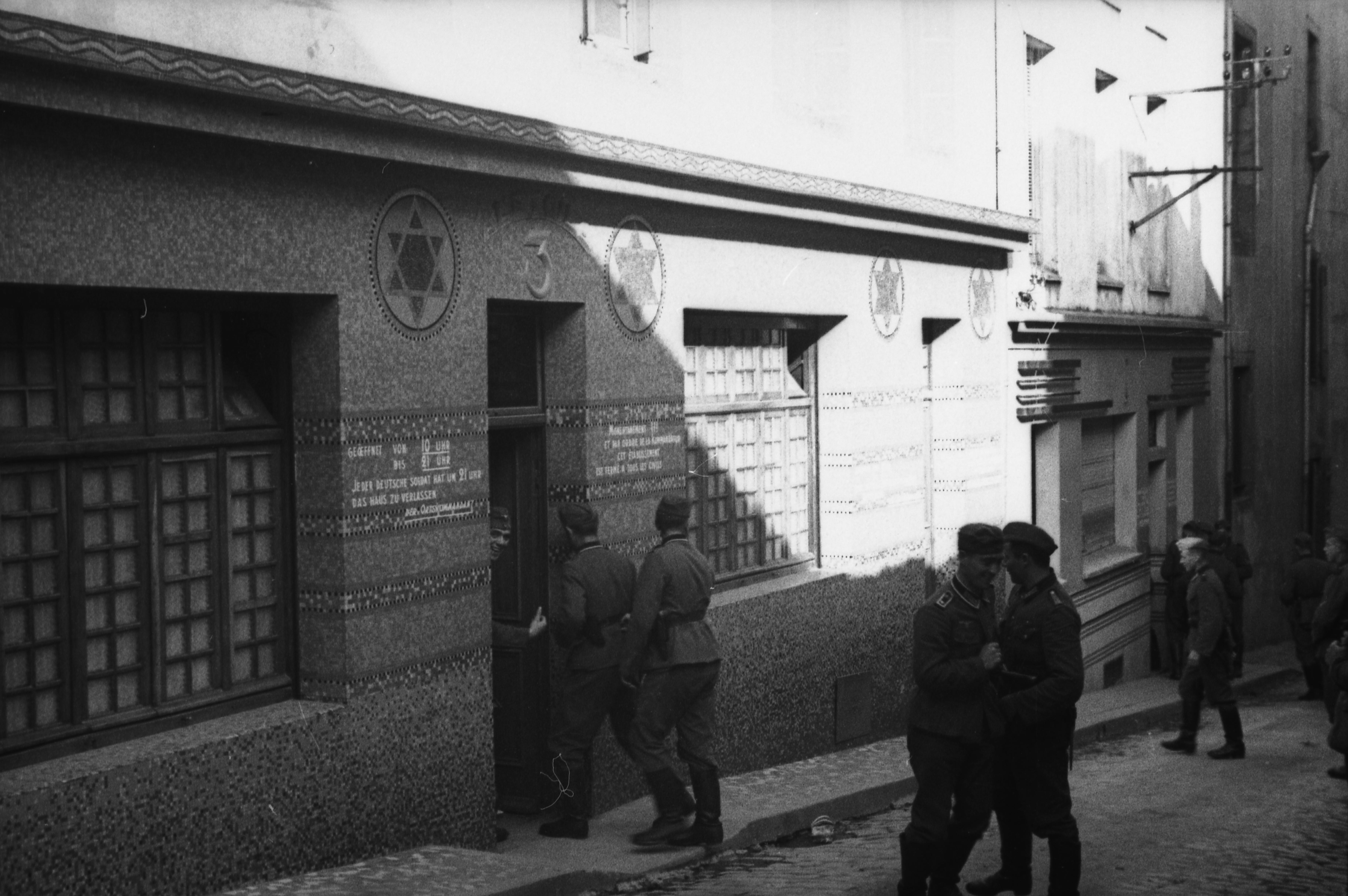